# Kyžlířov
Kyžlířov (německy Gaisdorf) je vesnice, část města Potštát v okrese Přerov v Oderských vrších. Nachází se asi 2,5 km na východ od Potštátu. Je v něm kaple Navštívení Panny Marie a v okolí Kyžlířova je hrad Puchart a Potštátské skalní město. Kyžlířov je také název katastrálního území o rozloze 9,41 km².

## Název
Vesnice se původně jmenovala německy Geislersdorf. Základem jména bylo buď Geissler (mrskač) nebo gîseler (rukojmí). Následně se jméno v němčině zkrátilo na Geisdorf (psáno též Gaisdorf). České jméno vzniklo hláskovými úpravami z německého (1408 v podobě Kyzlerov, 1720 Ripržov, 1846 Ripařov, 1872 Kyslířov, 1906 Kylířov).

## Historie
V roce 1793 ve vsi stálo 45 domů, ve kterých bydlelo 72 rodin (309 obyvatel).
Před rokem 1945 v Kyžlířově převažovalo německojazyčné obyvatelstvo. V roce 1921 zde žilo v 54 domech celkem 329 obyvatel, z nichž dva se hlásili k české a 324 k německé národnosti. V roce 2001 zde trvale žilo 152 obyvatel.

## Doprava
Do Kyžlířova vede z Potštátu modrá turistická značka a cyklotrasa.

## Pamětihodnosti
V jižním cípu katastrálního území se nachází zřícenina hradu Puchart (nazývaný také Pustý zámek nebo hrad Potštát), pozůstatky základů rozhledny hraběte Zikmunda Desfours-Walderode z roku 1929 a Potštátské skalní město.